# Lista över fornlämningar i Strängnäs kommun
Lista över fornlämningar i Strängnäs kommun är en förteckning av ett urval av de fornlämningar som finns i Strängnäs kommun.

## Aspö
Se Lista över fornlämningar i Strängnäs kommun (Aspö)

## Fogdö
Se Lista över fornlämningar i Strängnäs kommun (Fogdö)

## Helgarö
Se Lista över fornlämningar i Strängnäs kommun (Helgarö)

## Härad
Se Lista över fornlämningar i Strängnäs kommun (Härad)

## Kärnbo
Se Lista över fornlämningar i Strängnäs kommun (Kärnbo)

## Länna
Se Lista över fornlämningar i Strängnäs kommun (Länna)

## Mariefred
Se Lista över fornlämningar i Strängnäs kommun (Mariefred)

## Strängnäs
Se Lista över fornlämningar i Strängnäs kommun (Strängnäs)

## Toresund
Se Lista över fornlämningar i Strängnäs kommun (Toresund)

## Vansö
Se Lista över fornlämningar i Strängnäs kommun (Vansö)

## Ytterselö
Se Lista över fornlämningar i Strängnäs kommun (Ytterselö)

## Åker
Se Lista över fornlämningar i Strängnäs kommun (Åker)

## Överselö
Se Lista över fornlämningar i Strängnäs kommun (Överselö)